# Smoothie

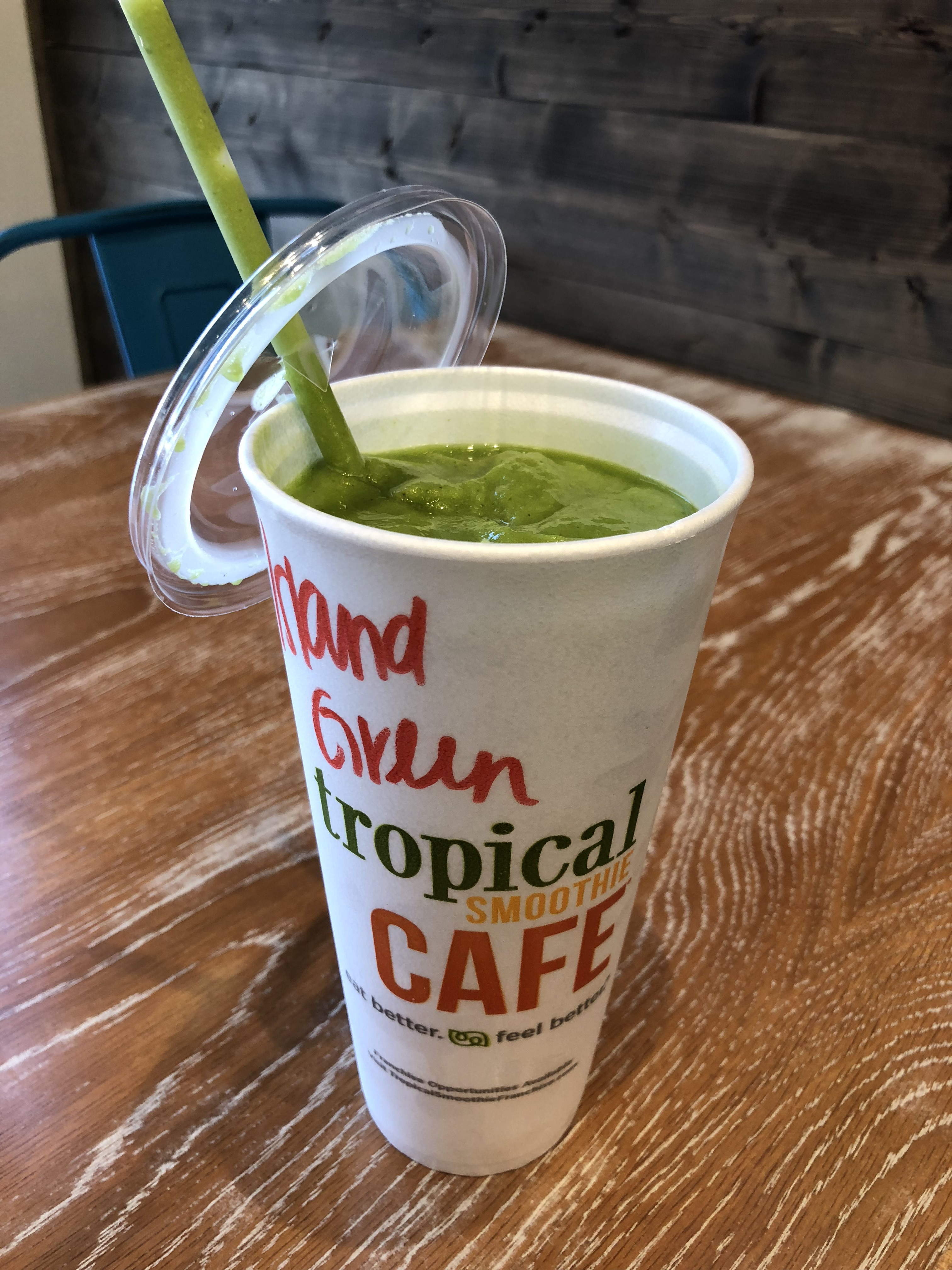
Smoothie

Um smoothie (do inglês smooth: suave) é um shake de frutas comercializado com esse nome. É uma bebida cremosa, não alcoólica, preparada a partir de pedaços e sucos de frutas, concentrados ou congelados, tradicionalmente misturados com laticínios ou sorvete. No entanto, tem uma base líquida, incluindo água, leite ou iogurte; gelo e polpa de fruta.

## Características
Geralmente tem uma consistência semelhante a um milk-shake, mas um pouco mais grosso. Diferencia-se principalmente dos demais produtos do mesmo setor pela cremosidade. Leite, leite de soja ou outros leites vegetais ou iogurte natural são geralmente adicionados para enriquecê-los com proteínas.
Os smoothies industriais contêm pedaços triturados ou smoothies de frutas diversas, aos quais são adicionados vários sucos feitos com os desidratados ou concentrados, alguns dos quais podem ser naturais. Não contém aditivos para alterar sua aparência ou sabor, mas muitas vezes contém vitaminas adicionadas para compensar a falta de vitaminas naturais. A mistura é triturada e pasteurizada para ser preservada, mas o autêntico smoothie é feito a partir de uma mistura de frutas frescas ou congeladas, trituradas ou batidas na hora do consumo. Tradicionalmente, nos Estados Unidos, o smoothie era consumido misturado com gelo picado, por isso era semelhante a uma granizado natural, mas mais cremosa, daí seu nome.
Uma recomendação para reconhecer um verdadeiro smoothie é que ele não seja comercializado em embalagens (tetra pack, vidro ou metal), pois significa que passou por um processo de concentração e evaporação da água por calor, processo que diminui rápida e progressivamente seu teor de vitaminas. Também é importante olhar os ingredientes, já que são feitos com muitos produtos alternativos como polpa, purês, néctares e outros aditivos.

## História
O smoothie vem da tradição de levar mixes de frutas frescas batidas, nos países tropicais da América Latina. Essa antiga tradição passou para os Estados Unidos, onde rapidamente se tornou moda. 
O conceito nasceu na Califórnia no final da década de 1960 com um boom de pessoas que sentiam necessidade de cuidados pessoais e academias, bebidas energéticas e com baixo teor de calorias e gorduras. Os produtos que tiveram um grande boom nessa época foram todas as bebidas 'light', naturais e ecológicas. Os smoothies eram uma alternativa energética e vitamínica às bebidas artificiais ou refrigerantes. O smoothie se tornou popular no final dos anos 1960 nos Estados Unidos pelas lojas especializadas em produtos naturais e pelos vendedores de sorvete como bebida refrescante. Aos poucos, produtos embalados foram sendo comercializados, à medida que crescia a demanda por produtos naturais por parte dos consumidores preocupados com a saúde.